# ドル

明緑：アメリカドルを使用している国
暗緑：それ以外のドルという通貨を使用している国
赤：以前ドルを使用していた国

ドル（英: dollar）は、通貨単位のひとつであり、複数の国で使用されている。記号は$。なお、日本では字体の見立てからドル記号に似た漢字の「弗」を当てる（国訓であり外来語の当て字）。

## 概要
国家の指定がない場合は、アメリカ合衆国でのドル（USドル）を指す。他の国のドルであることを明確に表したい場合は、オーストラリア・ドル、香港ドルのように国名や地名をつける。
ドル（ダラー）という名前は、ドイツで使われた歴史的通貨のターラー（英語: Thaler) から来ている。ターラーは、16世紀にボヘミアのザンクト・ヨアヒムスタール（現在はチェコのヤーヒモフ）という銀の鉱山で鋳造された「ヨアヒムスターラー」という銀貨の名前が短縮されて、ターラーと呼ばれるようになったものである。
この銀貨は大型で品位も良く、フローリン金貨と等価として扱われたので、絶対量の不足していたフローリン金貨に代わって広く流通した。この品質の高さで知られた銀貨を指すターラーという言葉が良貨の含意で、ターラーが訛って『ダラー』が一般名詞化しヨーロッパ各国で通貨名として広まり、アメリカ合衆国他各地においても、良貨の意味を込め自国通貨を「Dollar」と呼ぶようになった。
日本では、江戸時代末期にオランダから「Dollar」が伝わり、オランダ語の音そのままに「ドルラル」と読んでいた。このドルラルが、明治時代に入ってから「ドル」と省略されたものが、現在の日本語である。

## ドル記号

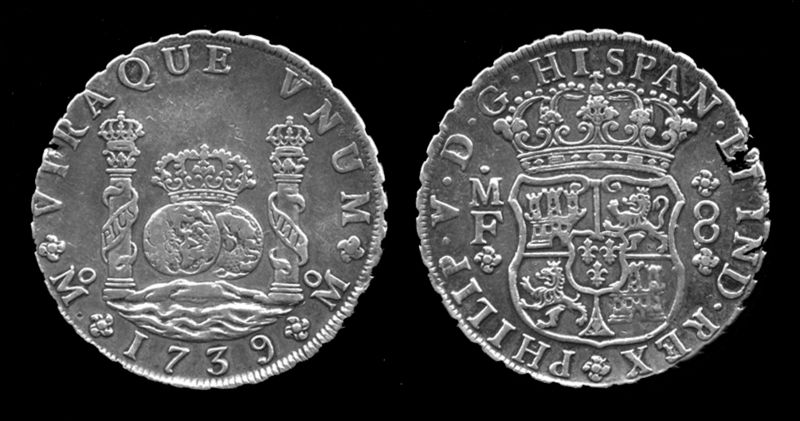
1739年銘、スペインドル銀貨（メキシコ鋳造）
ドル記号の由来になったと思われるヘラクレスの柱が描かれている

ドル記号（$）のデザインの由来は諸説あるものの、一番有力な説は、かつてアメリカ合衆国確立以前の北米地域の基軸であったメキシコとその宗主国スペインの通貨ペソ（メキシコドル）に起源を持つというものである。ペソを表す「P's」がだんだんとPとSが重ね書きされるようになっていった結果、$になったものとしており、当時の帳簿などにその変遷を求めることができたとする経済史学者の研究がある。
他に、縦線を2本書くのはスペインドルに記された紋章のジブラルタル海峡の両端に立つヘラクレスの柱に由来しているとするもの、また別の説では、同じく当時のペソが8レアル換算であったため、「8R」が$のように書かれるようになり、ペソ非主流地域ではこれがペソを表すようになり広まったとする説、英国の通貨単位のひとつシリングのSに由来するなどの説がある。

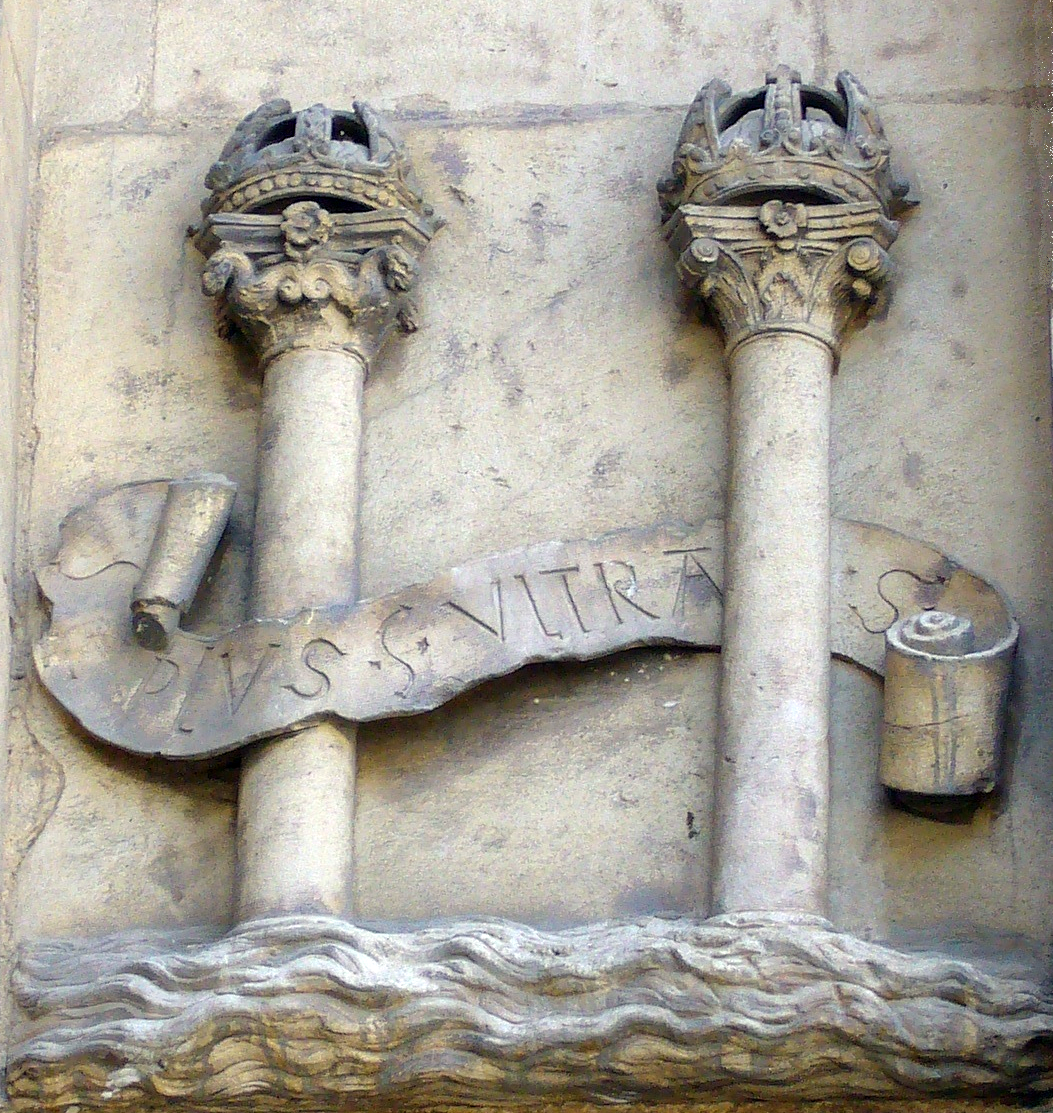
セビリアのタウンホールにあるヘラクレスの柱のレリーフ

ペソからの変化説

## 現行の通貨
- アメリカ合衆国ドル
- オーストラリア・ドル
- ガイアナ・ドル
- カナダ・ドル
- クック諸島ドル（英語版）
- ケイマン諸島ドル
- ジャマイカ・ドル
- シンガポール・ドル
- スリナム・ドル
- ソロモン諸島ドル
- ツバル・ドル
- トリニダード・トバゴ・ドル
- トンガ・ドル（パアンガ）
- ナミビア・ドル
- ニュージーランド・ドル
- ニュー台湾ドル
- バハマ・ドル
- バミューダ・ドル
- バルバドス・ドル
- 東カリブ・ドル
- フィジー・ドル
- ブルネイ・ドル
- ベリーズ・ドル
- 香港ドル
- リベリア・ドル

トンガの通貨パアンガはトンガ・ドルとも呼ばれ、マレーシアのリンギットはマレーシア・ドルとも呼ばれている。ハイチの通貨グールドでは5グールドで「ハイチ・ドル」という名称で言われるなど、価格表示にハイチ・ドルで表示されていた事も多かった。このほか、国際的に認められていないシーランド公国の通貨である、シーランド・ドル（アメリカ・ドルと等価）やハット・リバー王国のハット・リバー・ドルなどが存在する。

## 廃止された通貨
- RTGSドル
- アメリカ連合国・ドル（1861年-1863年）
- アンティグア・ドル
- オールド台湾・ドル（1946年-1949年）
- イギリス領西インド諸島・ドル（1935年-1965年）
- グレナダ・ドル
- 北ボルネオ・ドル（1882年-1953年）
- キアウチャウ・ドル（1907年-1914年まで膠州湾租借地で使用）
- サラワク・ドル（1858年-1953年）
- シエラレオネ・ドル（1791年-1805年）
- ストレイツ・ドル（1898年-1939年まで英領海峡植民地で使用）
- スペイン・ドル（1598年以降使われていたスペインの通貨で、別名real de a ochoやeight-real coinとも言う）
- スマトラ・ドル（1785年-1824年まで英領だったスマトラ島にあるベンクーヘン市で使用）
- セントキッツ・ドル
- セントビンセント・ドル
- セントルシア・ドル
- テキサス・ドル（1836年–1846年）
- デンマーク領西インド諸島・ドル（1849年-1917年）
- トバゴ・ドル（1814年まで使用）
- ドミニカ・ドル
- トリニダード・ドル（1814年まで使用）
- 日本政府発行のドル（1942年-1945年まで、マラヤとボルネオにて使用）
- ニューファンドランド・ドル（1865年-1949年）
- ニューブランズウィック・ドル（1860年-1867年）
- ネイビス・ドル（1830年まで使用）
- ノバスコシア・ドル（1860年-1871年）
- ブリティッシュコロンビア・ドル（1865年-1871年）
- ハワイ・ドル（1847年-1898年）
- プエルトリコ・ドル
- プリンスエドワードアイランド・ドル（1871年-1873年）
- ペナン・ドル（1786年-1826年）
- マラヤ・ドル
- マラヤ及びイギリス領ボルネオ・ドル（1953年-1967年）
- モンゴル・ドル（1921年-1925年）
- ローデシア・ドル（1970年-1980年）
- ジンバブエ・ドル（1980年-2015年）